# Penedès
Pour les articles homonymes, voir Penedès (DO).

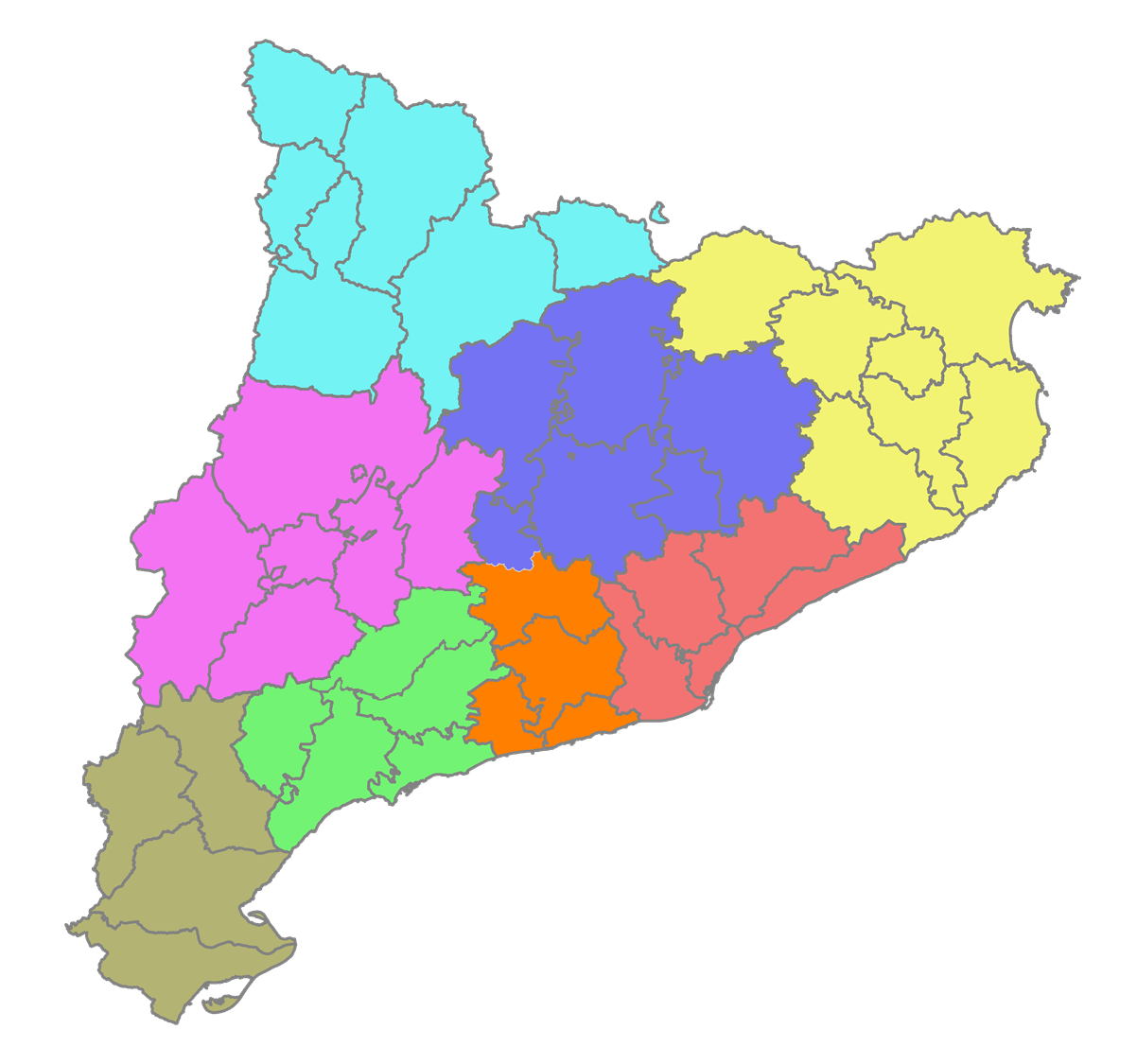
Alt Pirineu i Aran
Àmbit metropolità de Barcelona
Camp de Tarragona
Comarques Centrals
Comarques Gironines
Penedès
Ponent
Terres de l'Ebre

Le Penedès est une comarque naturelle, un territoire historique catalan et l'un des huit domaines fonctionnels territoriaux définis par le plan territorial général de Catalogne.